# Bonaria Manca
(Paola Manca, Il mondo di Bonaria)
Bonaria Carmela Manca (Orune, 1925 – Tuscania, 17 ottobre 2020) è stata una pittrice italiana autodidatta, ricamatrice e pastora.

## Biografia
Originaria di Orune, in Sardegna, dodicesima di tredici figli, nel 1951 si trasferì insieme alla famiglia a Tuscania, nella provincia di Viterbo (nel Lazio), lì dove la famiglia gestiva alcuni terreni. Si occupava di pastorizia, lavori nei campi e lavori domestici, ricamando, tessendo abiti e arazzi nei quali intrecciava i ricordi d'infanzia alle visioni ed emozioni.
Si sposò all'età di 46 anni, ma negli anni Ottanta il suo matrimonio fallì. Rimasta sola  – aveva nel frattempo perso la madre e il fratello - iniziò a creare, quasi come se nell'arte avesse trovato una cura.

## Attività
Bonaria Manca si avvicinò all'arte la prima volta all'età di 55 anni, quasi per caso. Iniziò quindi a comporre dei mosaici e a dipingere ad olio, quadri popolati da animali, figure umane e fantastiche, scene di vita contadina, lavandaie al fiume, il mare. Dal 1997, usando oli e gessetti, Bonaria Manca traspose la sua arte sulle pareti di casa, nelle stanze, fino al soffitto. La sua casa a Tuscania divenne il luogo in cui sono custodite le sue creazioni, che negli anni trasformarono il casolare di campagna in un museo. 
Il suo primo dipinto Il giorno della resurrezione fu realizzato su seta e rappresentava un paesaggio della Tuscania, la casa natale, il ponte nelle vicinanze e il fratello a cavallo. La sua produzione artistica non si limitò ai dipinti, ma si estese ad arazzi dai colori vivaci - come quello intitolato L'adolescenza di Bonaria - in cui descriveva i lavori domestici fatti insieme alla madre e il lavoro in campagna con il padre pastore.
Le sue opere vennero esposte a Roma, Torino, Viterbo e Cagliari, ma anche a Parigi, Lione, Marsiglia, Salonicco, Ginevra e nei Paesi Bassi. Nel 2000, venne nominata ambasciatrice dell'UNESCO.
Nel 2015, la Soprintendenza, identificando la casa come studio dell'artista, ne dichiarò il suo interesse culturale.

## Cultura di massa
(Vittorio Sgarbi)
La storia e l'opera dell'artista furono trattate da Roberta Trapani in Bonaria Manca e la casa dalle pareti di vento, da Gabriele Mina in Costruttori di Babele. Sulle tracce di architetture fantastiche e universi irregolari in Italia, editura Elèuthera (2011) e nel catalogo di Pavel Konečný e Roberta Trapani, Bonaria Manca. Rinascere ogni giorno, Olomouc (2014). Se ne occupò Pietro Clemente in  Bonaria Manca, note antropologico-artistiche su una pastora-pittrice, edizioni Palaver (2016) e Valentina Coccia nella fiaba La pastorella dalle perle in bocca, edito da Rapsodia nel 2019, con illustrazioni di Laura Riccioli.
Le fotografie della casa realizzate da Mario Del Curto vennero pubblicate in Des Rives (ContemporArt, Genova, 2011), mentre quelle di Salvatore Bongiorno furono inserite nel volume Costruttori di Babele, un percorso fotografico nell'arte di Giovanni Cammarata, Luigi Lineri e Bonaria Manca (Museo Bilotti a Roma nel 2012, Galleria Rizomi di Torino nel 2013 e Cathédrale de Jean Linard, Neuvy-Deux-Clochers, 2013).
Quadri di Bonaria Manca furono esposti in diverse mostre collettive e monografiche, a partire dagli anni '80 (Le mani di Bonaria, a cura di Mario Ciccioli al Centro culturale La Pugnacara, Tuscania 1981) fino ad anni più recenti (Io che ne sapevo, festival Spettacolo Aperto a Pergine, nel 2013, a cura di Daniela Rosi).
Nel 2004, con la produzione di Stella Productions, Marie Famulicki realizzò  in italiano e in sardo (sottotitolato in francese), il documentario La sérénité sans carburant, da un'idea di Claire Margat, presentato lo stesso anno al Festival International du Cinéma Méditerranéen di Montpellier (Francia) e successivamente trasmesso su France 3 Corsica.
Nel 2015, con la produzione di VPR Produzioni, Marco Mottolese su una idea di Jo Lattari e con la regia di Luigi Simone Veneziano realizzò invece L'isola di Bonaria, un premiato documentario sulla vita dell'artista L'Associazione per Bonaria Manca ha promosso iniziative per la salvaguardia del sito, culminata con il vincolo Mibact ed ha curato l'iniziativa L’arte di Bonaria Manca e la sua casa dei simboli. Un patrimonio da proteggere (Tuscania 2015).
Nel 2017 l'Università degli Studi della Tuscia, in collaborazione con la Soprintendenza, ha pianificato un intervento di restauro sulle opere murali in stato di degrado.